# ROXs 42B b
ROXs 42B b — наблюдаемый напрямую компаньон планетной массы у двойной звезды спектрального класса M ROXs 42B, вероятного представителя молекулярного облака Ро Змееносца.
Об открытии объекта-компаньона было объявлено 17 октября 2013 года астрономом Thayne Currie из Университета Торонто.
Объект обладает массой около 9 масс Юпитера, оценка зависит от возраста звезды, что характерно для значения для масс планет, напрямую наблюдавшихся у звёзд HR 8799 и Бета Живописца. Однако, неясно, сформировалась ли ROXs 42B b, как и другие планеты, в результате аккреции на ядро, возникшее при гравитационной неустойчивости протопланетного диска, или же процесс формирования напоминал образование двойной звезды. Предварительное вписывание моделей атмосферы в данные спектроскопии и широкополосной фотометрии дало оценку эффективной температуры около 2000 K при радиусе 2,43 ± 0,18 радиусов Юпитера или 1950 K при радиусе 2,55 ± 0,20 радиусов Юпитера. Как и у Беты Живописца b, атмосфера ROXs 42B b, вероятно, обладает большим количеством облаков и пыли.